# Хохряков, Валентин Фёдорович
Валентин Фёдорович Хохряков (22 июня 1928, Самара — 20 ноября 2023, Озерск) — советский и российский учёный, крупный специалист в области внутренней дозиметрии, доктор биологических наук (1986), профессор (2006), лауреат Государственной премии СССР (1983), адъюнкт-профессор Университета штата Юта (США), входил в редколлегию журнала «Вопросы радиационной безопасности». 
Награжден медалями «За трудовую доблесть», «Ветеран труда», медалью ордена «За заслуги перед Отечеством» II степени (1997). Награжден знаком "Отличник здравоохранения", ведомственным знаком отличия в труде "Ветеран атомной энергетики и промышленности".
Автор и соавтор 170 научных работ.

## Сфера научных интересов
Внёс весомый вклад в изучение метаболизма радионуклидов, методы моделирования в дозиметрии инкорпорированных трансурановых радионуклидов, организацию радиационного контроля внутреннего облучения персонала радиационно опасных производств.

## Биография
После окончания в 1950 году физического факультета Ленинградского государственного университета  был направлен на ПО «Маяк», где с 1951 по 1953 гг. работал в должностях инженера и старшего инженера. В возрасте 25 лет (1953) переведен на преподавательскую работу вечернего отделения № 1 МИФИ (ОТИ МИФИ), участвовал в организации кафедры общей физики, читал лекции по курсам дозиметрии, общей и теоретической физики.
С 1957 по приглашению профессора Г. Д. Байсоголова приступил к научно-исследовательской работе в области дозиметрии и радиобиологии в должности заведующего биофизической лабораторией Медико-санитарного отдела № 71 (МСО-71) Третьего Главного управления Минздрава СССР. Основная тема —  анализ случаев переоблучения персонала.
В 1966 защитил кандидатскую диссертацию.
В 1967 был избран по конкурсу и возглавил первую в СССР лабораторию внутренней дозиметрии в Филиале № 1 Института биофизики. За короткий срок Валентин Федорович создал лабораторию,  участвовал в разработке и создании аппаратурно-методического комплекса  для измерения осколков деления и актинидов в организме человека в экспериментальном отделе и клинике лучевой профессиональной патологии. За годы работы разработал основные принципы и наметил пути решения многих проблем внутренней дозиметрии. Создал и развил систему дозиметрического контроля плутония  для персонала предприятий всей атомной промышленности. Широкое международное признание получила  разработка собственной модели расчета, основанной на оригинальной системе оценки растворимости аэрозолей трансурановых нуклидов.
В 1986 защитил докторскую диссертацию, посвященную моделированию биокинетических процессов плутония в организме человека.
Начиная с середины 90-х принимал активное участие в качестве соруководителя в совместных российско-американских научных проектах по разработке дозиметрической системы для персонала ПО «Маяк». С 2006 был одним из ответственных исполнителей по проекту «Исследование радиационного риска на Южном Урале» (SOUL).
Под руководством Валентина Федоровича подготовлено пять кандидатских диссертаций.
Проживал в г. Озерске Челябинской области.

## h-индекс

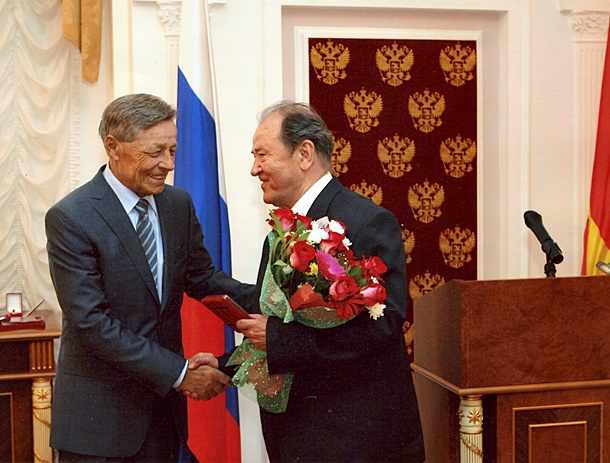
В.Ф.Хохряков (п.) и губернатор Челябинской области (1996 - 2010) П.И.Сумин (л.)

Индекс Хирша в международной библиографической и реферативной базе данных Scopus по состоянию на 12.04.2022 равен 23.

## Награды и почётные звания
- Медаль ордена «За заслуги перед Отечеством» II степени (1997) [5]